# 腰小肌
腰小肌（英語：psoas minor muscle）是細長的骨骼肌，位於腰大肌的前面。

## 肌肉功能
腰小肌是腰椎柱的弱屈肌。

## 附加圖片

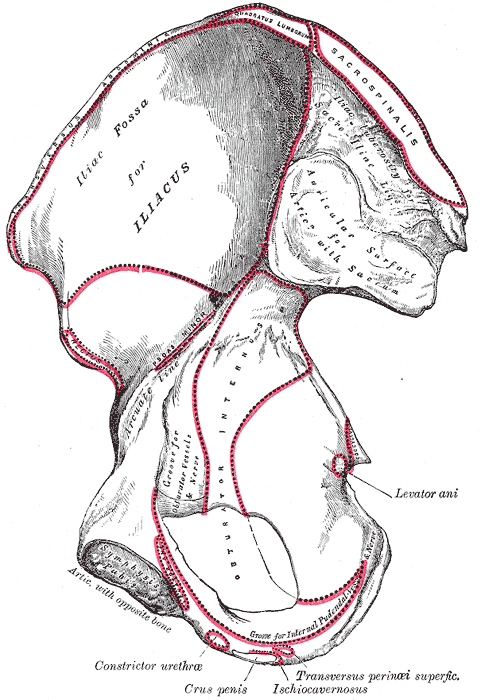
右髋骨，內表面
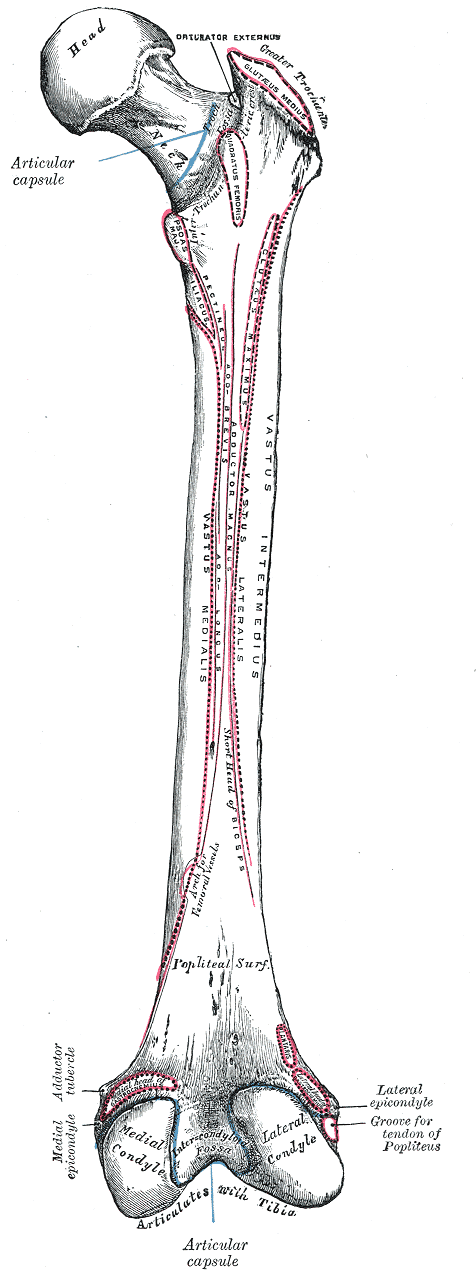
右股骨，後表面
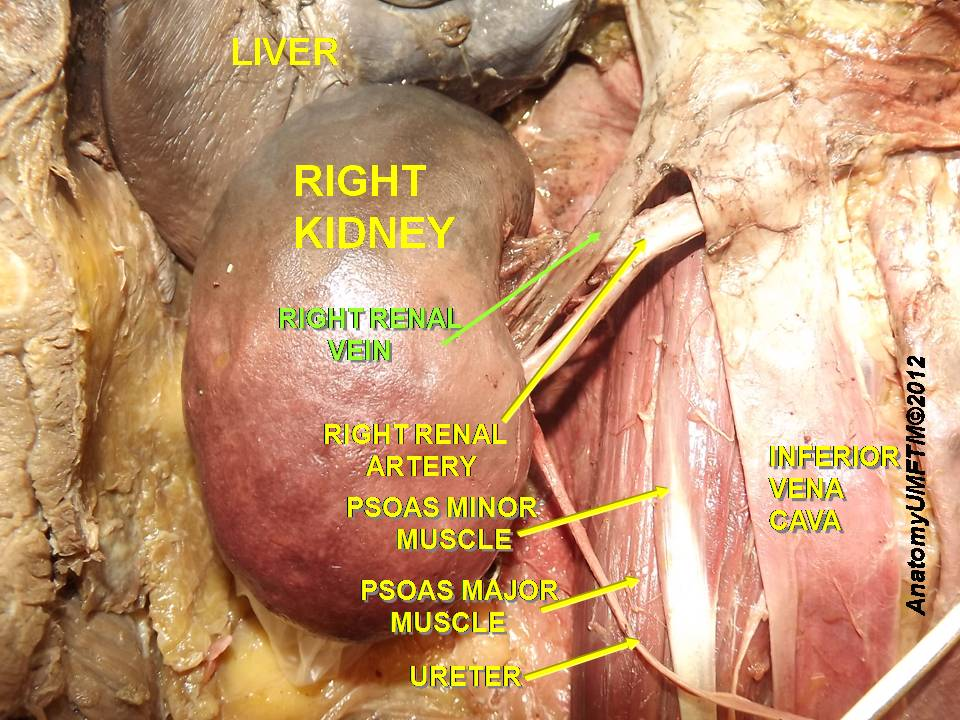
腰小肌
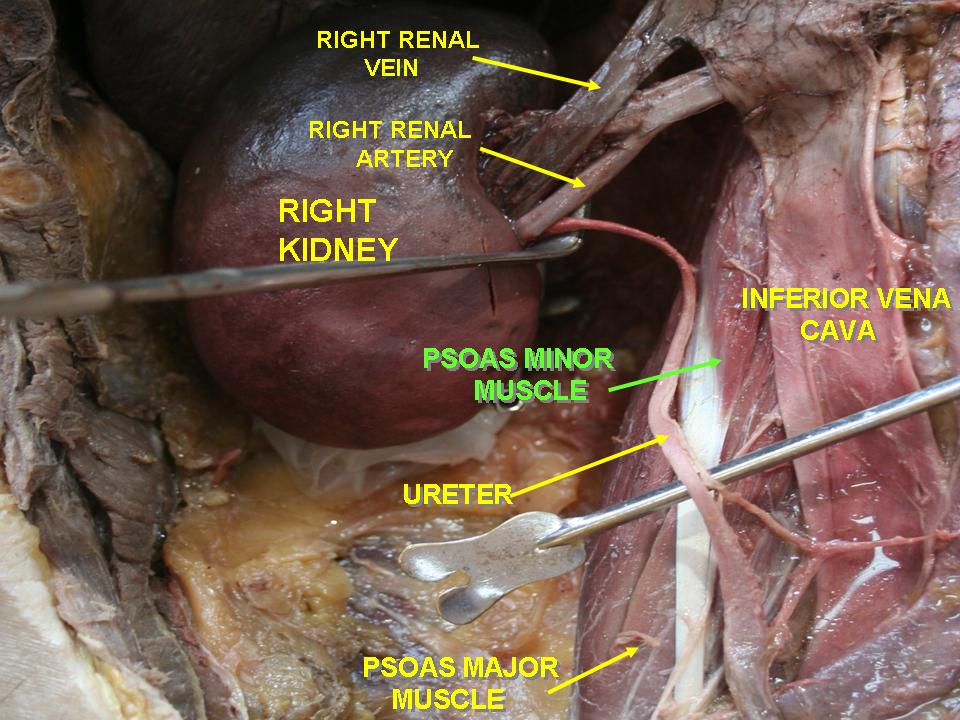
腰小肌
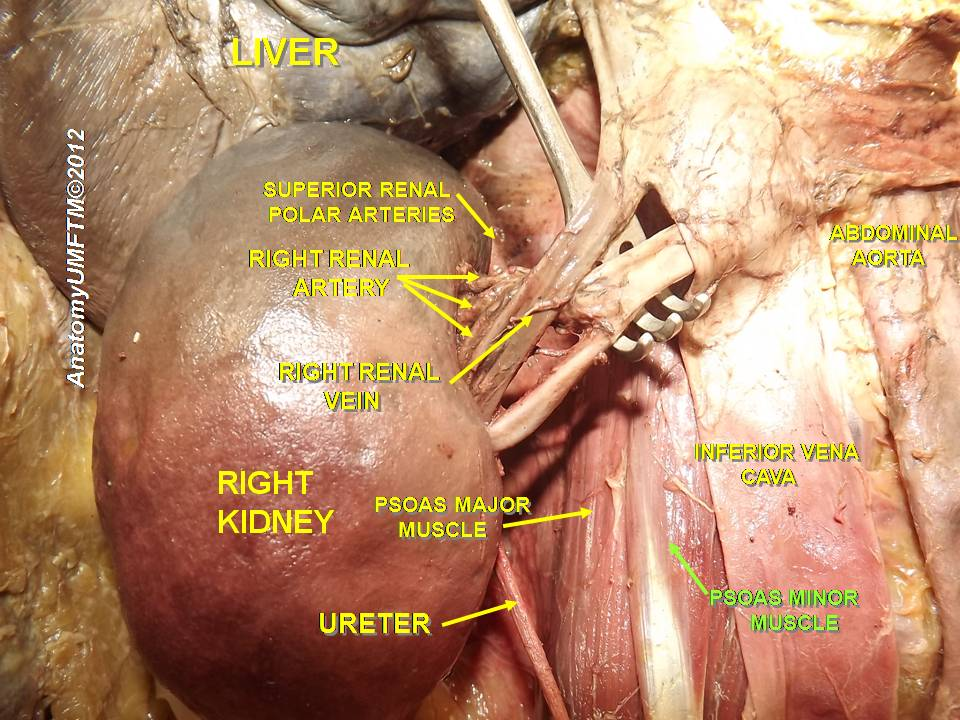
腰小肌

## 外部連結
- Psoas minor muscle: Anatomy, innervation and function （页面存档备份，存于）
- Psoas Minor Anatomy, Function & Diagram （页面存档备份，存于）